# Liikajärvi
Liikajärvi eller Liikajärvet är en sjö i Finland. Den ligger i kommunen Jalasjärvi i landskapet Södra Österbotten, i den sydvästra delen av landet, 260 km norr om huvudstaden Helsingfors. Liikajärvi ligger 143 meter över havet. Arean är 47,9 hektar och strandlinjen är 4,95 kilometer lång. Sjön  ingår i Kyro älvs huvudavrinningsområde.   I omgivningarna runt Liikajärvi växer i huvudsak blandskog.